# Лотси (Оклахома)
Лотси (енгл. Lotsee) град је у америчкој савезној држави Оклахома.

## Демографија
По попису из 2010. године број становника је 2, што је 9 (-81,8%) становника мање него 2000. године.
| Група             | 2000.     | 2010.     |
| Белци             | 3 (27,3%) | 1 (50,0%) |
| Афроамериканци    | 0 (0,0%)  | 0 (0,0%)  |
| Азијати           | 0 (0,0%)  | 0 (0,0%)  |
| Хиспаноамериканци | 0 (0,0%)  | 0 (0,0%)  |
| Укупно            | 11        | 2         |